# Dalby (Queensland)
Dalby ( /ˈdɒlbi/) es un pueblo y localidad rural en la región de Western Downs, Queensland, Australia. En el 2021 census, la localidad de Dalby tenía una población de 12.082 personas.
Situada en la región Darling Downs, es el centro administrativo de la región de Western Downs.

## Geografía
Dalby está aproximadamente 82,3 kilómetros (51,1 mi) al oeste de Toowoomba, 208 kilómetros (129 mi) al oesnoroeste de la capital del estado, Brisbane, 269 kilómetros (167,1 mi) al estesureste de Roma y 535 kilómetros (332,4 mi) estesureste de Charleville en el cruce de las autopistas Warrego, Moonie y Bunya. La Ruta Estatal 82 también pasa por Dalby. Entra por el norte como Dalby-Jandowae Road y sale por el sur como Dalby-Cecil Plains Road. Dalby – Cooyar Road sale hacia el este. Dalby es el centro de la zona de cultivo de cereales y algodón más rica de Australia.

## Historia

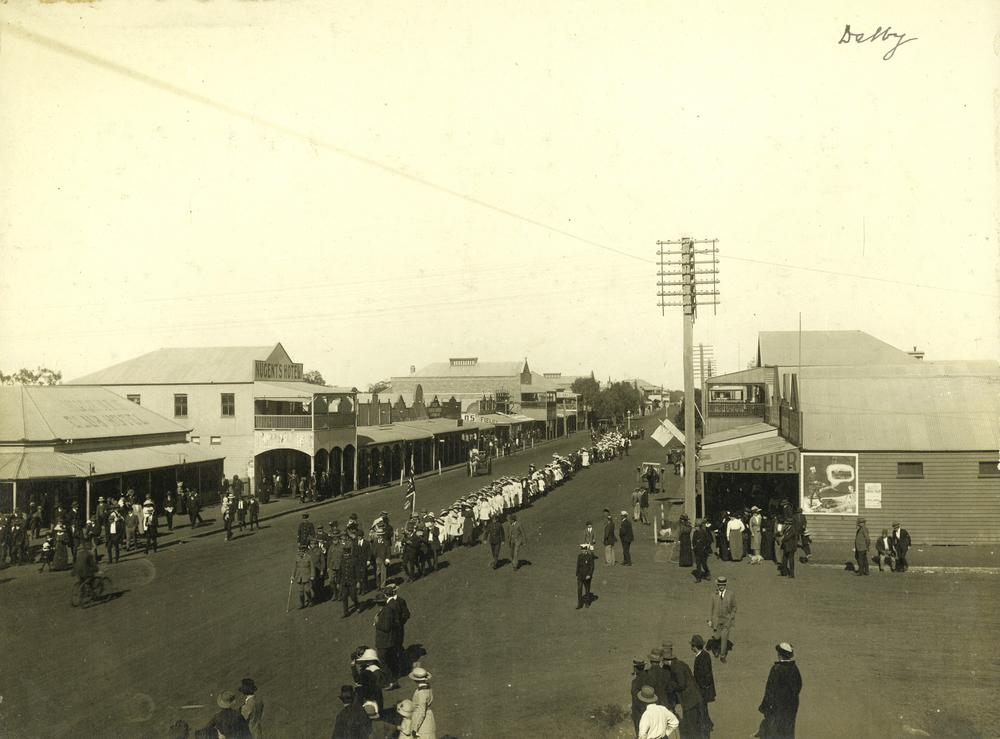
Niños marchando en la calle principal, ca. 1915

El baranggum (también conocido como Barrunggam, Barunggam Parrungoom y Murrumgama) es la lengua aborigen australiana hablada por el pueblo nativo. La región lingüística de Baranggum incluye el paisaje dentro de los límites del gobierno local del Consejo Regional de Western Downs, particularmente Dalby, Tara, Jandowae y hacia el oeste Chinchilla.
Dalby fue fundada a principios de la década de 1840 en un lugar conocido localmente como "The Crossing" en Myall Creek, un afluente del río Condamine. El primer colono fue Henry Dennis, quien exploró la región y eligió tierras para él y otros en la localidad. Hoy en día, un obelisco en Edward Street, recuerda el lugar donde acampó Dennis.
Un pequeño asentamiento se fundó para asistir a los viajeros que se dirigían al norte hasta la cercana estación Jimbour. El explorador Ludwig Leichhardt visitó la zona en 1844, de camino a Port Essington.
En febrero de 1853, el gobierno de Nueva Gales del Sur envió al capitán Samuel Perry, inspector general adjunto, a la zona para reconocer un municipio. En agosto de 1854, Charles Douglas Eastaughffe llegó con un documento sellado por el gobierno de Nueva Gales del Sur proclamando oficialmente la municipalidad 'Dalby'. Más tarde, el mismo Eastaughffe fue nombrado jefe de policía, permaneciendo en Dalby hasta su jubilación.
Se cree que el nombre de la ciudad proviene del pueblo de Dalby en la Isla de Man y refleja la inmigración desde la Isla de Man a mediados del siglo XIX. Al parecer, el nombre pudo ser elegido por el capitán Samuel Perry cuando inspeccionó el asentamiento en 1853.
La oficina de correos de Myall Creek también abrió en 1854 en la tienda de Roche, con el Sr. Simpson como el primer administrador de correos. Pasó a llamarse Dalby en 1855.
En 1859, Dalby pasó a formar parte de la nueva Colonia de Queensland.

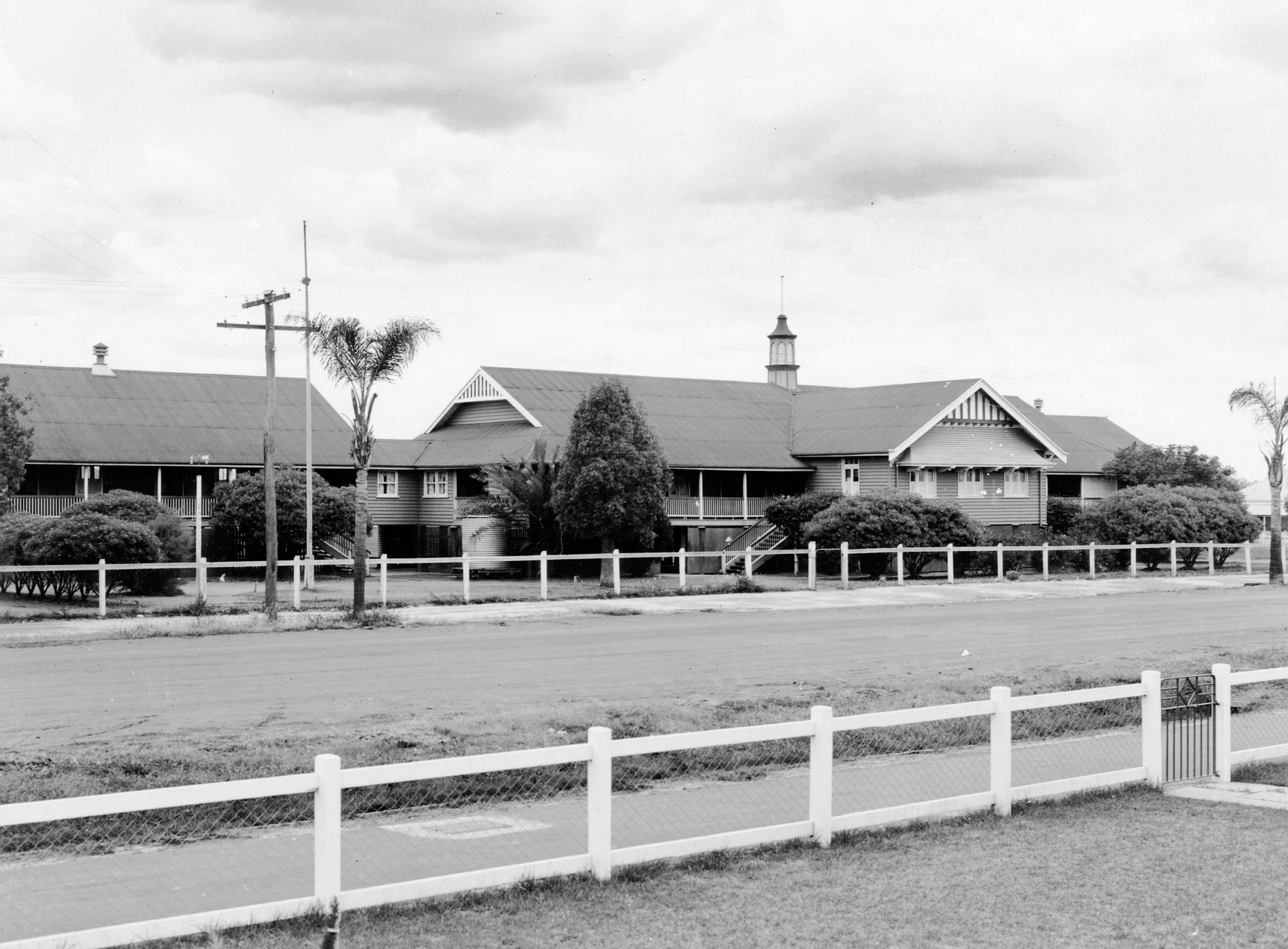
Escuela estatal de Dalby, alrededor de 1954

La escuela estatal de Dalby abrió sus puertas el 1 de junio de 1861. En 1869, la escuela se dividió en la Escuela Estatal de Niños de Dalby, la Escuela Estatal de Niñas de Dalby. En 1885, la escuela de niñas se convirtió en la Escuela Estatal Dalby Girls & Infants. En 1893, las dos escuelas se combinaron como la Escuela Estatal de Dalby. En 1914, la escuela se expandió para incluir una escuela secundaria, que cerró en 1954, debido al establecimiento de una escuela secundaria separada, Dalby State High School.
En agosto de 1863, Dalby fue proclamado oficialmente municipio, el municipio de Dalby, en la Gaceta del Gobierno de Queensland.
La escuela sin derechos adquiridos de Dalby abrió como escuela católica para niñas en 1864 y en 1866 se convirtió en una escuela sin derechos adquiridos (los salarios de los maestros los pagaba el gobierno de Queensland, pero el gobierno no administraba la escuela). Alrededor de 1880, la escuela cerró o continuó sin financiación gubernamental.
El domingo 5 de agosto de 1866, el obispo James Quinn dedicó la iglesia católica de San José.
Dalby estaba unido por la línea ferroviaria occidental a Ipswich el 16 de abril de 1868.
El domingo 20 de junio de 1869 se inauguró la primera iglesia presbiteriana en Dalby. El reverendo George Grimm había realizado servicios regulares desde 1865.
La escuela de San Columba era una escuela primaria católica inaugurada en 1877 por las Hermanas de la Misericordia . En 2008, se fusionó con St Mary's College para crear Our Lady of the Southern Cross College.
De 1873 a 1949, el distrito electoral de Dalby fue un distrito electoral de la Asamblea Legislativa de Queensland.
Se creía que Dalby tenía un clima saludable y en octubre de 1900 el gobierno de Queensland abrió el Sanatorio Jubilee para pacientes tísicos. El nombre Jubileo conmemora el Jubileo de Diamante de la Reina Victoria. En 1904, el Ayuntamiento de Dalby erigió baños termales terapéuticos utilizando agua artesiana de un pozo local para aquellos que deseaban mejorar su salud "tomando las aguas".  En 1938, el ayuntamiento cerró los baños artesianos porque el interés por "tomar las aguas" estaba decayendo. La opinión médica cada vez dudaba más de los beneficios del baño en aguas minerales, favoreciendo los fármacos y la fisioterapia como mejores tratamientos. Cerró en enero de 1938 y los pacientes restantes fueron trasladados al Sanatorio Westwood.
La Escuela Provisional Kincora abrió sus puertas en 1908 "vía Dalby" y pasó a llamarse Escuela Provisional Moonie River alrededor de diciembre de 1908. Cerró alrededor de 1916. 

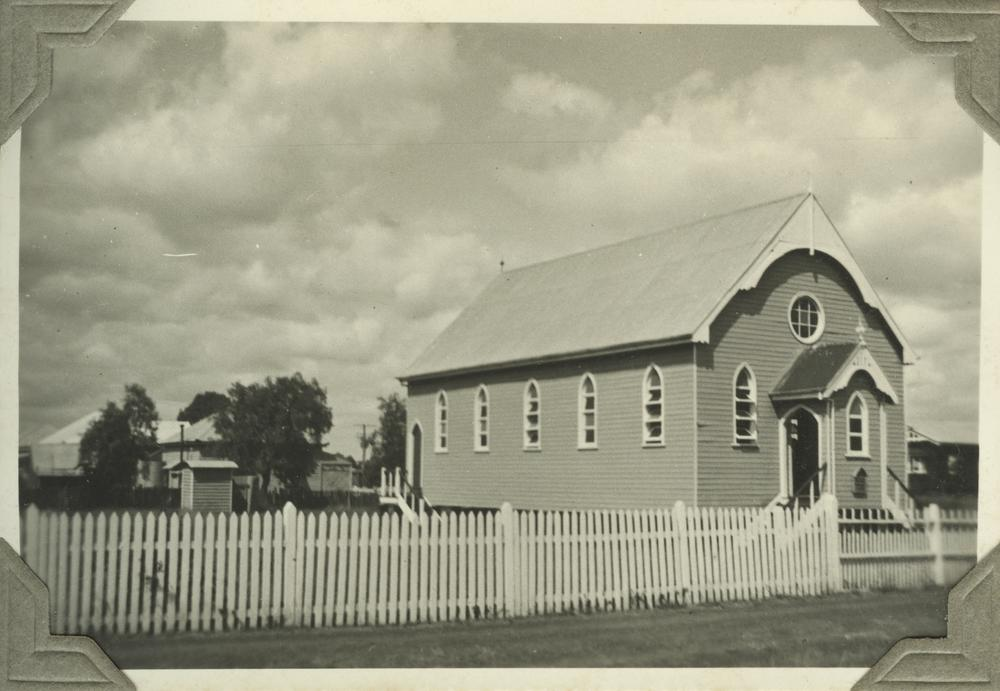
Iglesia Metodista de Dalby, alrededor de 1935

El 8 de diciembre de 1912, el reverendo Henry Youngman, presidente de la Conferencia Metodista de Queensland, inauguró oficialmente la Iglesia Metodista de Dalby en Condamine Street. En marzo de 1949 se anunció que se construiría una nueva iglesia y que la iglesia original se trasladaría al lugar y se utilizaría como salón de la iglesia. El 1 de octubre de 1949, el reverendo Henry William Prouse, presidente de la Conferencia Metodista de Queensland, colocó la primera piedra de la nueva Iglesia Metodista de Dalby. La construcción comenzó en mayo de 1950, pero hubo retrasos en la obtención de materiales de construcción hasta agosto de 1951. La nueva iglesia fue dedicada el sábado 8 de diciembre de 1951 por el reverendo Tom Hardy Blackburn. Cuando la Iglesia Metodista se fusionó con la Iglesia Unida en Australia en 1977, se convirtió en la Iglesia Unida de Dalby.
El Dalby War Memorial fue inaugurado por el gobernador de Queensland, Matthew Nathan, el 26 de julio de 1922.

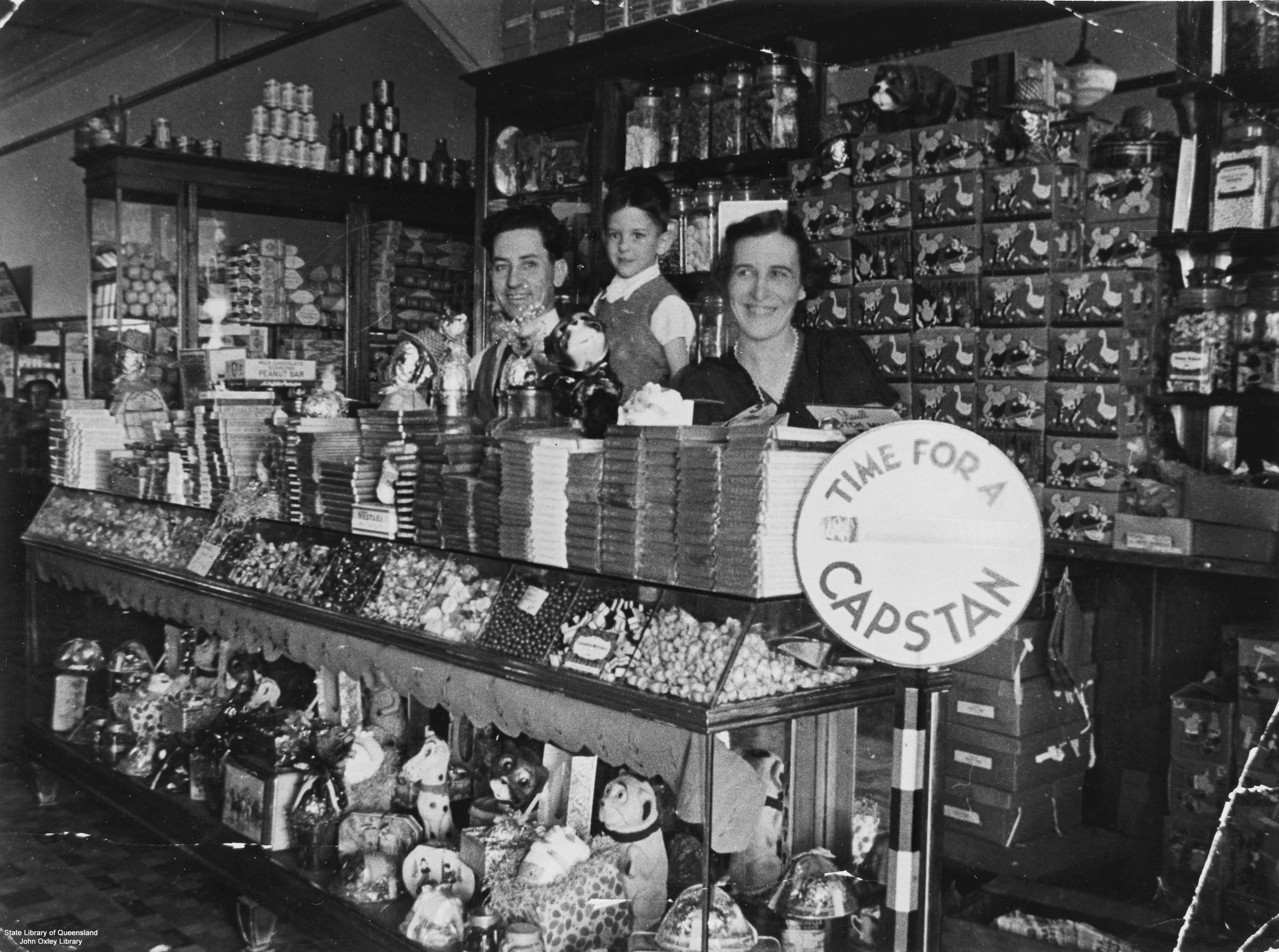
Dentro del Paragon Cafe en Dalby, Queensland, c. 1936

El Paragon Café fue comprado en 1935 por Milton (Miltiadis) Dimitrios Samios como parte del fenómeno cultural de los cafés griegos en Queensland. Paragon Cafe empleó a tres hombres y seis mujeres y la ganancia aumentó de 90 libras a 200 libras durante el primer año de actividad comercial. 
El complejo de piscinas olímpicas de Dalby se construyó en 1936 y es la piscina estándar olímpica más antigua identificada en Queensland construida fuera de Brisbane.
La escuela secundaria estatal de Dalby abrió sus puertas el 2 de febrero de 1954. Bunya Campus fue adquirido por Dalby State High School a principios de 2011 y desde entonces ha brindado a los estudiantes que viven fuera del área de influencia la oportunidad de asistir a Dalby State High School y participar en todo lo que tiene para ofrecer como estudiante interno.
St Mary's College era una escuela secundaria católica inaugurada el 21 de enero de 1963 por los Christian Brothers. En 2008, se fusionó con St Columba's School para crear Our Lady of the Southern Cross College.
La escuela estatal Dalby South abrió sus puertas el 29 de marzo de 1965.
Dalby Christian School fue inaugurada el 1 de febrero de 1981 por la Dalby Gospel Chapel.
El Christian Outreach College abrió sus puertas el 28 de enero de 1984. Cerró el 18 de septiembre de 1991.
En 2004, Dalby comenzó a tratar su agua con un proceso de ósmosis inversa de última generación. La primera planta de ósmosis inversa, inaugurada en 2004, fue la primera en Queensland. La segunda y más grande planta se inauguró en 2011.
En 2006, la apertura de Dalby Shoppingworld en el extremo norte de Cunningham Street trajo nueva vida a Dalby CBD. El centro incluye Woolworths, Big W, Amcal y otras tiendas especializadas. Como parte de la reestructuración a nivel nacional, Target Country cerró su tienda en enero de 2021 y fue reemplazada por K Hub, que abrió en febrero.
La biblioteca Dalby abrió sus puertas en 2014.
En 2016, la población de Dalby estaba aumentando rápidamente con la creación de muchas propiedades nuevas y subdivisiones. Algunas propiedades nuevas notables incluyen Sunnyside Estate, Heritage Gardens, Callistemon Park y una nueva propiedad en el lado de Warrego Highway de Sandalwood Avenue.

## Demografía
En el 2016 census, la localidad de Dalby tenía una población de 12.719 personas. Los aborígenes y los isleños del Estrecho de Torres constituían el 7,0% de la población. El 84,0% de las personas nacieron en Australia. Los siguientes países de nacimiento más comunes fueron Filipinas 1,9%, Nueva Zelanda 1,3%, Inglaterra 1,1% y Sudáfrica 0,8%. El 88,7% de las personas hablaba sólo inglés en casa. Otros idiomas hablados en casa incluyeron el tagalo con un 1,0%. Las respuestas más comunes sobre religión fueron católica 26,3%, anglicana 19,6% y sin religión 16,9%.
En el 2021 census, la población de Dalby se redujo a 12.082 personas.

## Patrimonio catalogado

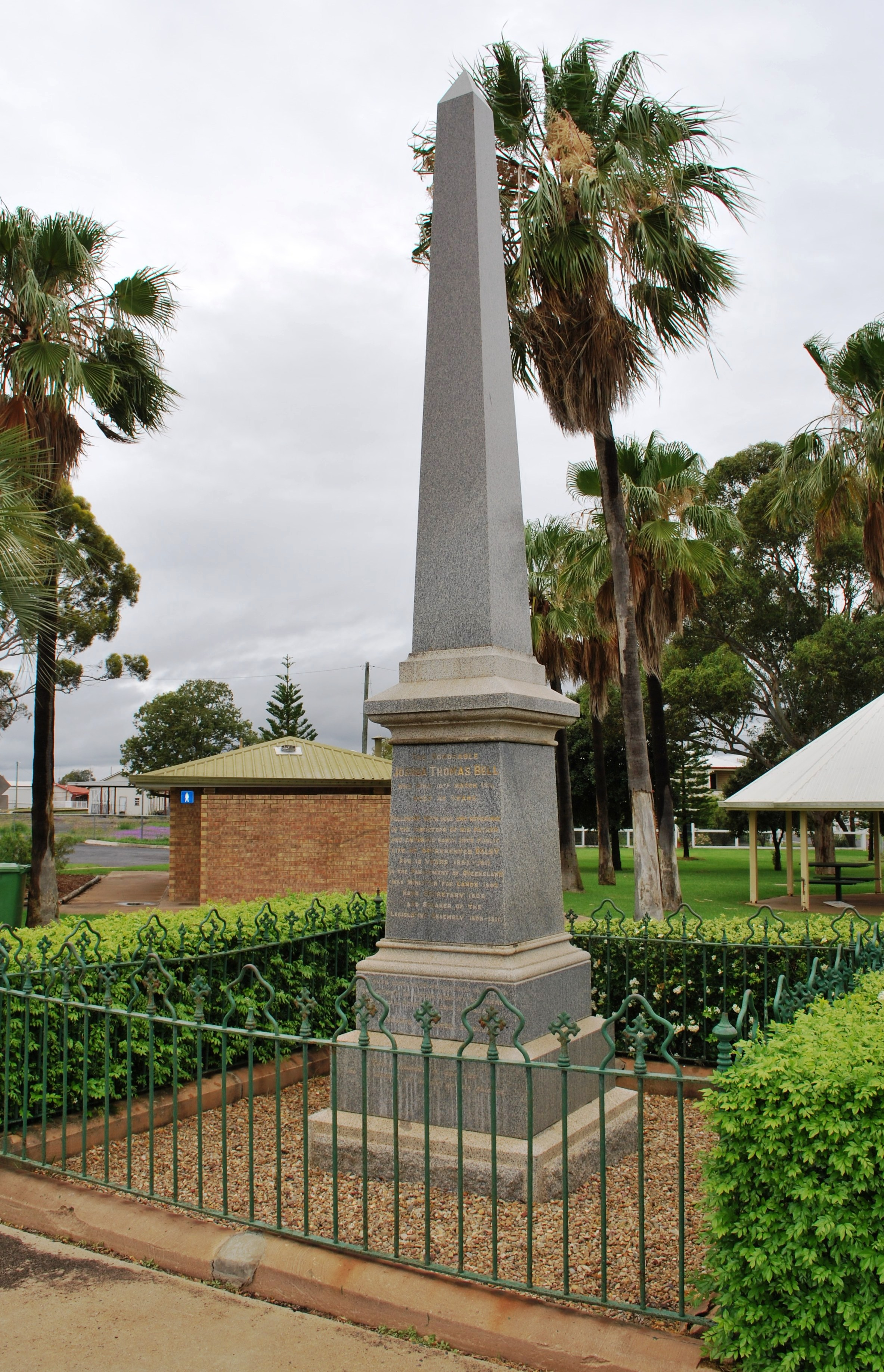
Monumento a la guerra de Dalby, 2008

Dalby tiene varios sitios catalogados como patrimonio, que incluyen:
- 133 Cunningham Street: antiguas cámaras y oficinas municipales de Dalby.[48]
- 153 Cunningham Street: Iglesia Anglicana de San Juan.[49]
- 169 Cunningham Street: Convento de San Columba.[50]
- 21 New Street: Estación de bomberos de Dalby.[51]
- 28B Nicholson Street: Escuela secundaria estatal de Dalby.[52]
- Patrick Street: Dalby War Memorial y puertas.[53]
- 58 Patrick Street: Piscina olímpica de Dalby.[54]

## Economía
La industria en Dalby incluye ingeniería a gran escala, minería de carbón y combustibles (etanol). Dalby es el centro de una zona agrícola diversa y productiva con un rico suelo negro que permite la producción de cultivos como trigo, algodón y sorgo. También es popular la cría de ganado porcino, vacuno y ovino. Dos desmotadoras de algodón se encuentran a 10 kilómetros (6 mi) de la localidad.
Dalby será el sitio de la primera planta de molienda seca de grano a etanol construida en Australia (la primera planta construida específicamente para la producción de etanol como combustible desde la Segunda Guerra Mundial).

### Energía
El área local está desarrollando una economía basada en la energía con una gran central eléctrica de carbón y varias minas de carbón y pozos de gas natural que se están estableciendo al oeste de Dalby. Se ha adjudicado a una empresa local un contrato para instalar turbinas eólicas en terrenos agrícolas adyacentes.[cita requerida]
Aproximadamente 50 kilómetros (31 mi) al oeste de Dalby se encuentra la central eléctrica de Kogan Creek. Este proyecto de 1.200 millones de dólares australianos es una central eléctrica de carbón de 750 megavatios, con una mina de carbón adyacente que se está desarrollando en la pequeña ciudad de Kogan, que está aproximadamente equidistante entre Dalby, Chinchilla y Tara.

## Deporte
Dalby tiene una sólida historia en la Liga de Rugby con un equipo de la liga de rugby sénior en la Liga de Rugby de Toowoomba conocido como The Dalby Diehard (fundado en 1980). El equipo de la Junior Rugby League, The Dalby Devils, que participa en la Toowoomba Junior Rugby League.
Dalby tiene un equipo de fútbol australiano, los Dalby Swans (fundado en 1980) con sede en el óvalo de Dalby AFL, que presenta equipos masculinos, femeninos y juveniles en la competencia AFL Darling Downs. Ha producido jugadores de primer nivel como Zimmorlei Farquharson.
Condamine, a 124 kilómetros de distancia, tiene un equipo de rugby que compite en la competencia Darling Downs Rugby Union, contra equipos como el University of Southern Queensland Rugby Union Club, Toowoomba Rangers Rugby Union Club, Toowoomba City Rugby Club, Roma Echidnas, Condamine Cods., los Dalby Wheatmen, los Goondiwindi Emus, los Warwick Water Rats y el Club de Rugby Union de la Universidad de Queensland (Campus Gatton).

## Atracciones

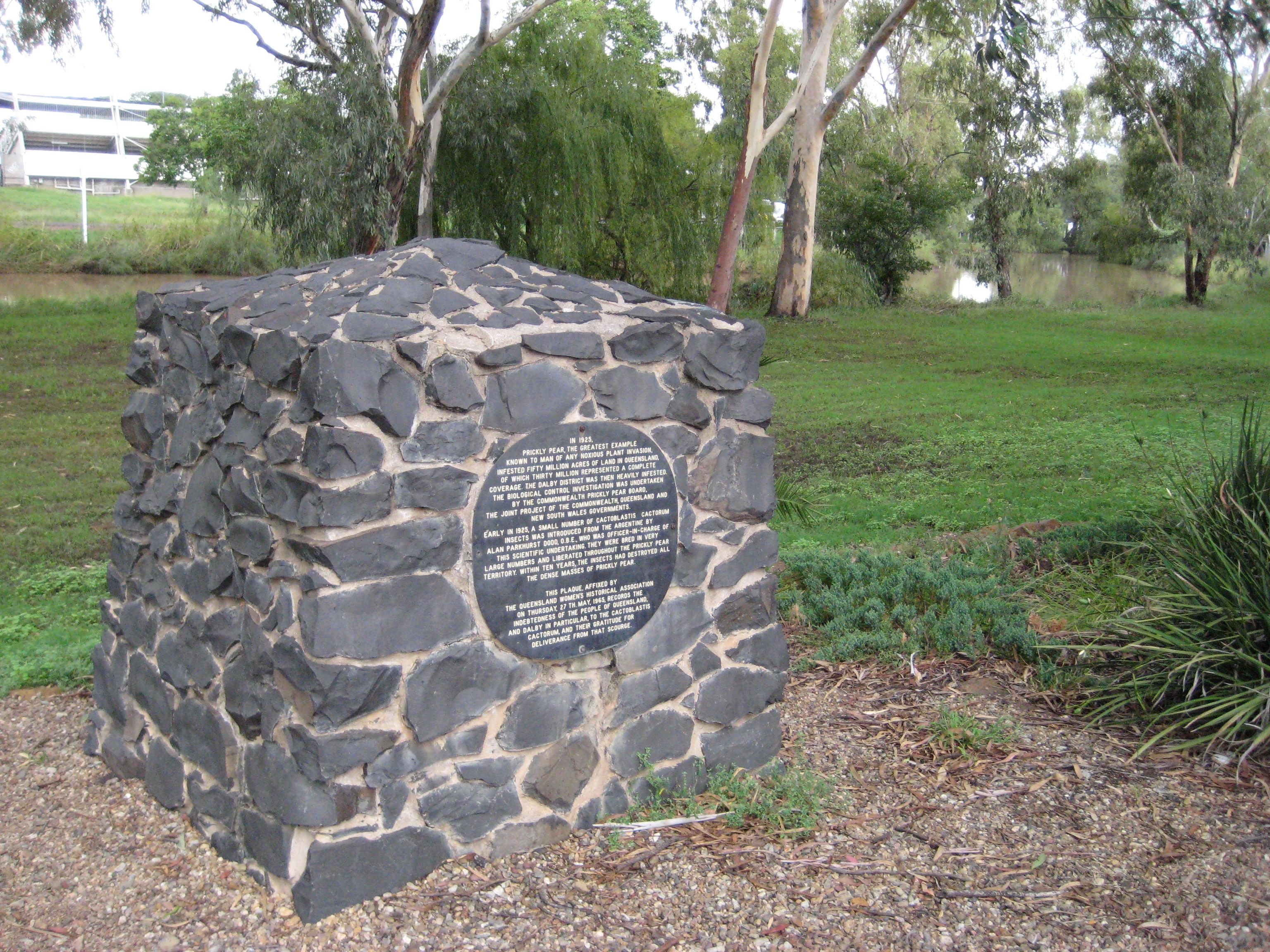
Monumento a Dalby cactoblastis

Dalby tiene un monumento al Cactoblastis cactorum en un parque junto al Myall Creek que atraviesa la ciudad. La oruga argentina erradicó con éxito la tuna en la década de 1920. 

## Clima
Dalby tiene un clima subtropical húmedo ( Cfa en la clasificación climática de Köppen ) y al estar ubicado justo al oeste de la Gran Cordillera Divisoria, es más caluroso y menos húmedo en verano y más frío y seco en invierno que los lugares cercanos al otro lado de la cordillera. Dalby ha tenido una estación meteorológica registradora desde 1893, pero fue reemplazada en 1992 por otra estación en el aeropuerto de Dalby. La temperatura más alta registrada en la ciudad fue de 45,6 °C (114,1 °F) el 4 de diciembre de 1913, mientras que la más fría fue −7,2 °C (19,0 °F) el 5 de julio de 1895. La precipitación anual es de 681,2 mm (26,8 plg), la mayoría de las cuales caen en forma de tormentas eléctricas en los meses de verano.
A finales de diciembre de 2010, Dalby experimentó sus peores inundaciones desde 1981. El sistema de purificación de agua de la ciudad se inundó, lo que provocó restricciones de agua que obstaculizaron los esfuerzos de limpieza. Se transportaron 112.500 litros (24.700 imp gal; 29.700 gal EE. UU.) de agua a la ciudad de 14.000 habitantes. A principios de marzo de 2013, Dalby sufrió otra grave inundación, que dividió la ciudad en dos después de 122 mm (4,8 plg) de lluvia se registraron durante unos días. Las aguas de la inundación alcanzaron un máximo de 3,21 metros y varias casas sufrieron daños por agua.

## Residentes notables
- Margot Robbie, actriz.[60]
- Carl Webb - Jugador de la NRL, Queensland y la liga australiana de rugby

### Atribución
Este artículo de Wikipedia incorpora texto de PARAGON CAFÉ, DALBY (20 September 2019) publicado por la Biblioteca Estatal de Queensland bajo licencia CC BY, accedido el 15 de enero de 2020. 